# Panno lenci

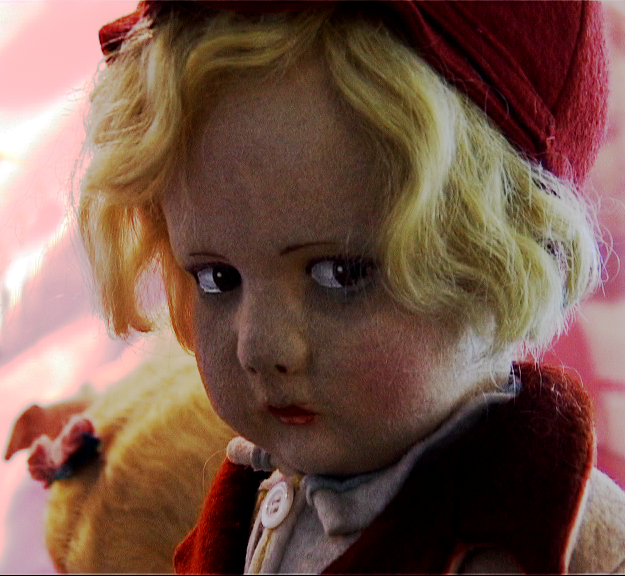
Bambola in panno lenci

Il panno lenci è una stoffa non tessuta (priva quindi di trama e ordito) ottenuta per infeltrimento delle fibre generalmente di lana cardata di pecora o di pelo di capra mohair.
Si caratterizza per essere caldo, leggero e sottile.
Non essendo un tessuto non tende a sfilacciarsi al taglio, non si disfa e non necessita, quindi, di orli o cuciture di finitura (sorfilo).
Fu inventato dalla ditta Lenci per la confezione di bambole artistiche.
Le bambole, di grande pregio, erano interamente realizzate in panno: per le testine il panno era pressato in stampi sagomati, i volti dipinti, gli abitini perfettamente rifiniti, gli accessori curati nei dettagli.
Per cercare di realizzare bambolotti lavabili - che veramente tali non furono mai - il panno veniva ricoperto con una sottile mussola e, per imitare la pelle vellutata, cosparso di polvere di vellutina.
L'avvento della celluloide cambiò in modo radicale la produzione di bambole, facendo diventare obsolete quelle in panno e quelle in porcellana.

## Storia della ditta Lenci
La ditta Lenci viene fondata a Torino nel 1919 da Enrico ed Elena Scavini. Il nome deriva dal soprannome di Elena ("Helenchen") poi trasformato in acronimo Ludus est nobis constanter industria (il gioco è la nostra opera continua). Produceva bambole e abiti in panno, oggetti e arredi in legno per bambini. Il tipico panno, che rendeva le bambole lavabili, ebbe un particolare successo perché, rispetto alle tradizionali bambole in porcellana del XIX secolo, era molto più economico e più adatto al gioco coi bambini. Lo studio fu un punto di incontro di artisti e fucina di idee, aperto alle collaborazioni di artisti del tempo. Dal 1932 entrarono nella gestione i fratelli Garella. Dal 1942 al 1992 Beppe Garella sarà l'anima dell'azienda che sarà in seguito ereditata dalla figlia e poi ceduta nel 1997.
Oggi le ceramiche Lenci e le bambole Lenci sono oggetti da collezionismo.
Il panno "lenci", slegato dalla ditta storica, continua a essere prodotto e commercializzato per realizzare oggetti hobbystici, decorazioni, pupazzi, vestitini, patchwork e gioielli.